# Olav Magne Dønnem

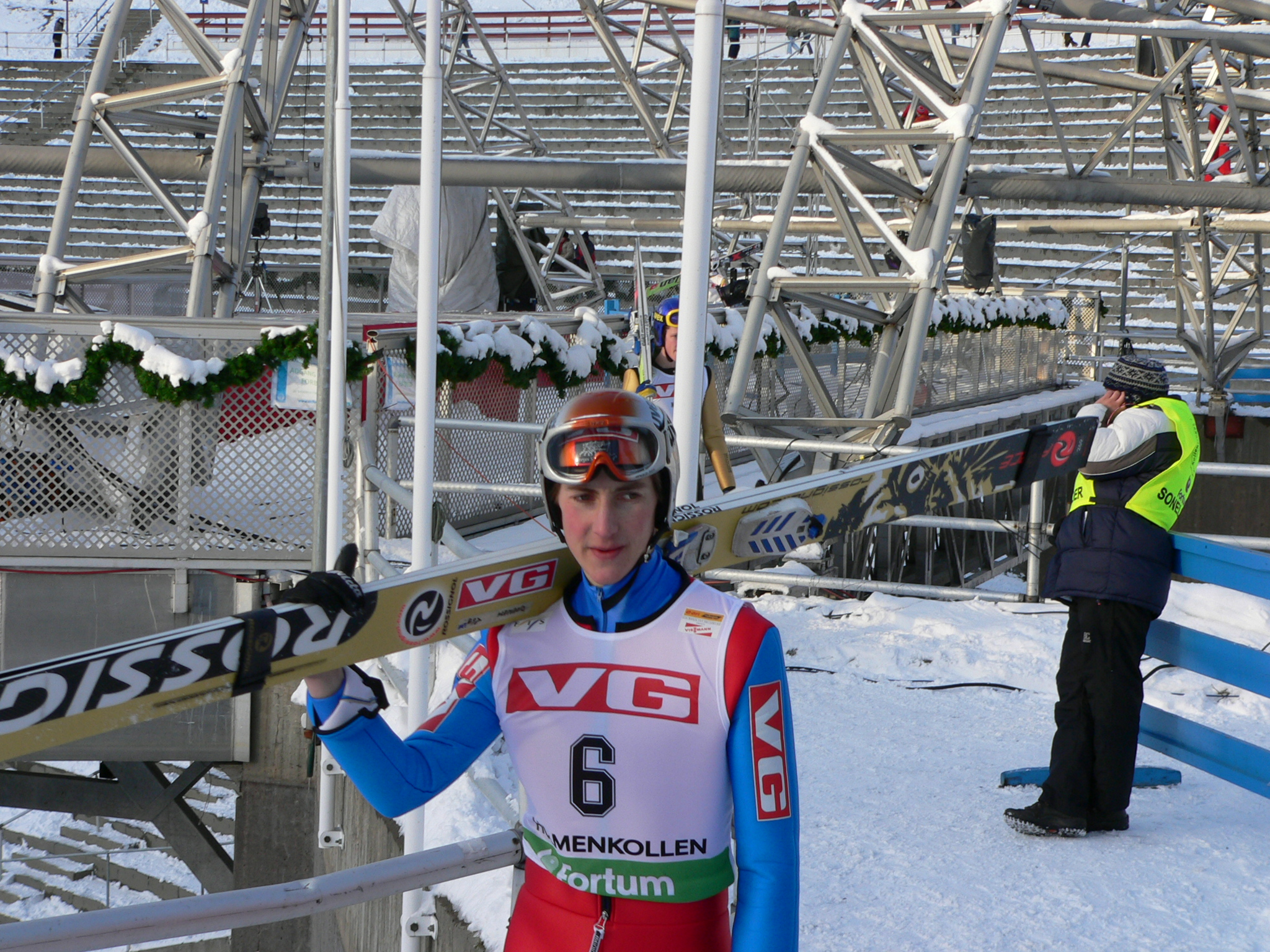
Olav Magne Dønnem i Holmenkollen 2005

Olav Magne Dønnem, född 21 november 1980 i Øvre Surnadal i Møre og Romsdal fylke, är en norsk tidigare backhoppare och nuvarande backhoppstränare. Han representerade Øvre Surnadal Idrettslag och Trønderhopp.

## Karriär
Olav Magne Dønnem debuterade internationellt i världscupen på hemmaplan i stora Lysgårdsbacken i Lillehammer 28 november 1998 där han blev nummer 34. dagen efter blev han nummer 24 i samma backen. Martin Schmitt från Tyskland vann båda tävlingarna. Månaden efter, i Harrachov i Tjeckien 19 december, blev Dønnem bland de tio bästa i en deltävling i världscupen då han missade prispallen med 6,4 poäng och blev nummer fyra efter Janne Ahonen från Finland, Ronny Hornschuh från Tyskland och japanen Kazuyoshi Funaki. Dønnem vann lagtävlingen i världscupen i Kuopio i Finland 25 november 2000. Som bäst blev Dønnem nummer 29 sammanlagt i världscupen, säsongen 2000/2001. Samma säsong blev han nummer 40 i tysk-österrikiska backhopparveckan, hans bästa resultat i backhopparveckan totalt.
Dønnem startade i VM i skidflygning 2000 på hemmaplan i Vikersund. Där blev han nummer 19. Under skid-VM 2001 i Lahtis i Finland blev Dønnem nummer 39 i stora backen. I lagtävlingen i normalbacken blev han nummer 8 tillsammans med Bjørn Einar Romøren, Henning Stensrud och Roar Ljøkelsøy. I lagtävlingen i stora backen blev Norge nummer 7, utan Dønnem i laget. I skidflygnings-VM 2002 i Čerťák i Harrachov i Tjeckien blev Dønnem nummer 42. Dønnems längsta hopp i karriären kom i Vikersund 2004. Hoppet mätte 214,5 meter och godkändes som backrekord.
Från säsongen 2002/2003 tävlade Dønnem mestadels i kontinentalcupen. Hans sista internationella tävling var i Vikersund 5 mars 2006 i kontinentalcupen. Sedan avslutade han sin backhoppningskarriär.

## Senare karriär
Efter avslutad aktiv idrottskarriär har Dønnem varit verksam som backhoppstränare. Han ingår för tiden i teamet av tränare i Trønderhopp. Där tränar han juniorhopparna.